# سلول گزنده

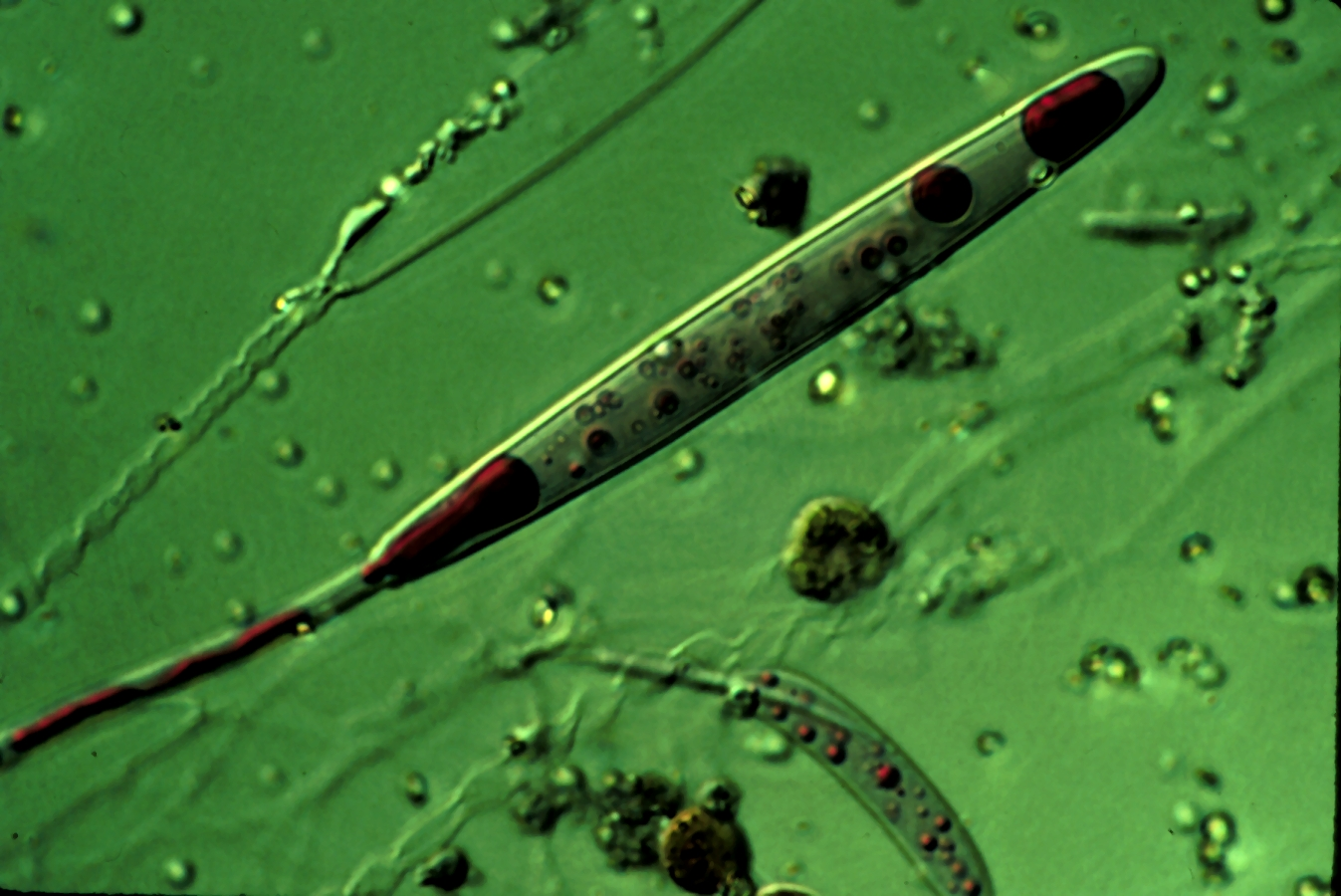
عکاسی ریزنگاری نومارسکی از یک نماتوسیست رنگ‌آمیزی شده با قرمز روتنیم از آیپتاسی (Aiptasia pallida)، شقایق دریایی کم‌رنگ. رنگ قرمز پروتئین‌های زهر پلی‌آنیونی موجود در داخل کپسول این نماتوسیست نیمه‌تخلیه شده را رنگ می‌کند.

سلول گزنده یا نیدوسیت (به فرانسوی: Nidocyte) سلول‌های نیش‌زننده در بدن گزنده‌داران (کیسه‌تنان) است.
سلول گزنده سلول‌ای است به شکل رشته توخالی کوچک که در آن یک نخ گزنده درهم‌پچیده و یک نیزه کوچک وجود دارد. دارا بودن این سلول مشخصه جانوران شاخه گزنده‌داران (مرجانیان، کیسه‌تنان) است. این شاخه شامل گل‌سان‌زیان، آب‌سان‌زیان، فنجان‌زیان، جعبه‌زیان، ساق‌زیان، مخاط‌زیان می‌شود.
سلول‌های گزنده، سلول‌های تخصص‌یافته برای گرفتن طعمه هستند. این سلول‌ها در اثر تحریک مکانیکی کنیدوسیل با پرتاب نماتوسیست زهری را از راه آن رشته به درون هدف وارد می‌کنند.
نوع سم تزریقی آن نوروتوکسین، میوتوکسین یا هموتوکسین می‌باشد.

## نماتوسیست
سلول‌های گزنده به‌ویژه در شاخک‌ها (تانتاکول‌ها) زیادند و تجمع آنها ایجاد باتری می‌کند. بروی شاخک سلول‌های دفاعی هستند و از آنها هنگام شکار و دفاع استفاده می‌شود در این سلولها اندام خاصی به نام نماتوسیست وجود دارد. نماتوسیست ساختمان نیش زننده‌ای است که از نظر آناتومی یک سلول گزنده، سلولی گرد یا تخم مرغی شکل است که دارای هسته‌ای درشت در بخش قاعده‌ای است. از انتهای سلول زائده‌ای سخت و خار مانند به نام نیدوسیل خارج شده‌است. نماتوسیست‌ها در مرجانیان تنوع فراوانی دارند و نقش‌های زیادی را هم بر عهده دارند.
از نظر آناتومیکی در واقع یک سلول نیدوسیت در برگیرندهٔ نماتوسیست است و قسمت نیدوسیل آن از نظر میکروسکوپ الکترونی شبیه ساختمان تاژک است.
نماتوسیست شکلی کپسول مانند دارد و می‌تواند حاوی مواد سمی باشد که به فلج کردن شکار کمک می‌کند. کپسول به حالت عادی دارای یک سرپوش است و لوله پیچ و خم خورده‌ای یا رشته‌ای که داخل کپسول قرار می‌گیرد.
در گروهی از گزنده‌داران به نام آنتوزوآ، نیدوسیل وجود ندارد و به جای گردن جسم مژکی مرکب دارند. سلول نماتوسیست یک سلول دفاعی است که داخلش یک کپسول وجود دارد. کپسول در حالت استراحت سارژ است. بات (Butt)، در اکثر موارد هم ضخامت کپسول است. بر اساس تنوع خارها خیلی از نماتوسیست‌ها را می‌توان جدا کرد. انتهایش رشته فیلامینی دارد. (بات، قسمت تنه‌ای و قاعده ضخیم نماتوسیست شلیک شده‌است).
سه نوع نماتوسیست بر حسب بات داریم که عبارتند از: پیچنده، چسبنده و نافذ.
مهم‌ترین ویژگی اعضای نیدارین‌ها وجود نماتوسیست است که اندام مختلف دارند و بنابر این در آرایه‌شناسی آن‌ها یک صفت باارزش حساب می‌شود. 
نماتوسیست‌ها یک کپسول ظریفی هستند که از ترکیبات مشابه کیتین تشکیل شده‌اند و در داخل آن رشته‌های نخ‌مانند وجود دارد که به طرف انتهای کپسول گسترش پیدا کرده است. 
در این انتهای کپسول کلاهکی به نام (Operculum)وجود دارد. در داخل این کپسول ممکن است طناب‌های خاردار وجود داشته باشد. یک نماتوسیست در داخل سلولی به نام (Cnidocyte) قرار می‌گیرد که نماتوسیست را تولید کرده است. این سلول‌ها را در دورهٔ رشدونمو (Cnidoblast) می‌گویند. در بعضی گونه‌ها نیدوسیت‌ها دارای زائده‌ای به نام (Cnidocil)هستند که به عنوان یک گیرنده مکانیکی عمل می‌کند. در بعضی از گونه‌ها مولکول‌های ریزی از شکار آزاد می‌شوند که گیرنده‌های مکانیکی این سلول را تحریک می‌کند و یا تماس شکار بااین گیرنده‌ها باعث می‌شود که نماتوسیست‌ها رشته‌های خود را پرتاب کنند. 
نیدوسیت‌ها در میان سلول‌های اکتودرمی و نیز در برخی نمونه‌ها در لابه‌لای سلول‌های گاسترودرم قرار دارند ولی بیشتر بر روی بازوها می‌توان این سلول‌ها را یافت. زمانی که نماتوسیست رشته‌های خودرا پرتاب می‌کند نیدوسیت توسط جانور جذب شده و نیدوسیت‌های جدیدی جای آن را می‌گیرد. همهٔ نماتوسیست‌ها دارای تیر و یا سم نیستند برای مثال برخی از آنها می‌توانند در بدن شکار فروبروند ولی تعدادی هم به دور شکار می‌پیچند و آن را در کنار جانور نگه می‌دارند. 
سازوکار تخلیه نماتوسیست‌ها به‌طور کامل شناخته نشده‌است؛ ولی مطالعات نشان می‌دهد که نیروی کششی که درزمان تشکیل نماتوسیست ایجاد می‌شوند و نیز یک فشار اسمزی بسیار بالا به اندازه ۱۴۰ اتمسفر در داخل نماتوسیست‌ها عامل تخلیه این اندامک‌ها هستند.
وقتی نماتوسیست‌ها تحریک می‌شود فشار اسمزی داخل آن باعث می‌شود که آب به داخل کپسول وارد شود سپس اپرکلون باز می‌شود و به خاطر وجود فشار هیدروستاتیک در داخل کپسول طناب نماتوسیست به خارج پرتاب می‌شود. با پرتاب خارهایی به بیرون گسترش می‌یابد که باعث تزریق سم به بدن شکار می‌شود. نماتوسیست‌های بیشتر نیدارین‌ها برای انسان مضر نیستند و در بدترین حالت باعث آزار انسان می‌شوند. 